# Hylomys megalotis
Hylomys megalotis là một loài động vật có vú trong họ Erinaceidae, bộ Erinaceomorpha. Loài này được Jenkins & M. F. Robinson mô tả năm 2002.
Hylomys megalotis chủ yếu được tìm thấy ở tỉnh Khammouan, Lào, đặc biệt trong khu vực bảo tồn đa dạng sinh học đá vôi Khammouan ở huyện Thakheck. Loài này cũng có thể được tìm thấy trong môi trường xung quanh của Ban Muang và Ban Doy. Chúng thường được tìm thấy trong khu vực nơi có núi đá vôi khổng lồ đó được bao phủ trong những tảng đá lớn, với hỗn hợp suy thoái nghiêm trọng của rừng rụng lá, cây bụi, và cây tre.